# 穴棲尾鯙
穴棲尾鯙為輻鰭魚綱鰻鱺目鯙亞目鯙科的其中一種，分布於印度太平洋區，從查戈斯群島至夏威夷群島、社會群島海域，棲息深度可達37公尺，體長可達40公分，為底棲性魚類，生活在潟湖、臨海礁石，屬肉食性，生活習性不明。

## 擴展閱讀
維基物種上的相關：穴棲尾鯙